# Новак (село)
Новак (рум. Novac) — село у повіті Долж в Румунії. Входить до складу комуни Арджетоая.
Село розташоване на відстані 216 км на захід від Бухареста, 39 км на північний захід від Крайови.

## Населення
За даними перепису населення 2002 року у селі проживала 161 особа, усі — румуни. Усі жителі села рідною мовою назвали румунську.